# Jelena Sergejewna Waizechowskaja

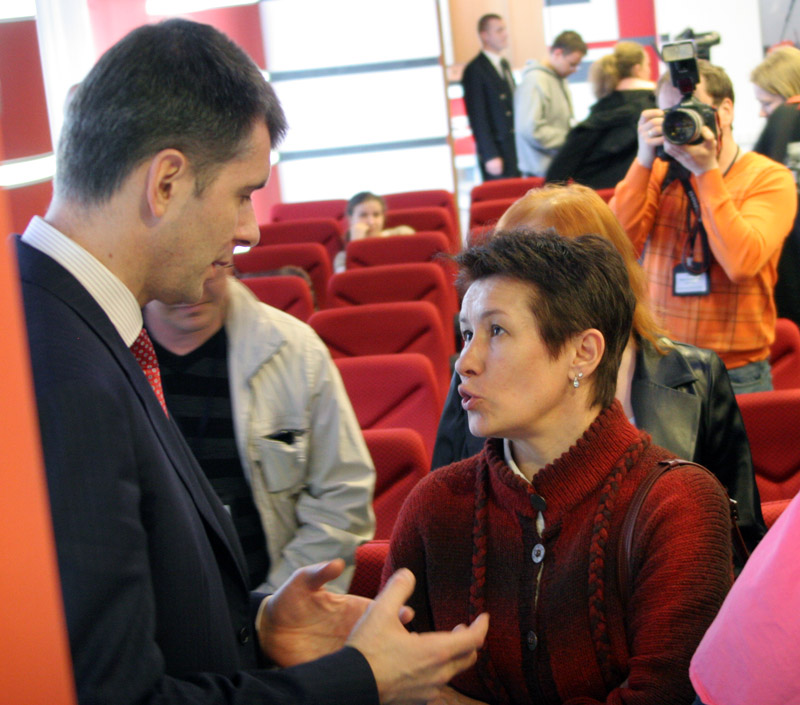
Waizechowskaja (rechts) im Gespräch mit Michail Prochorow (2009)

Jelena Sergejewna Waizechowskaja (russisch Елена Сергеевна Вайцеховская; englisch Elena Vaytsekhovskaya; * 1. März 1958 in Lwiw, Ukrainische SSR, Sowjetunion) ist eine ehemalige sowjetische Wasserspringerin. Sie nahm einmal an Olympischen Spielen teil und gewann dabei eine Goldmedaille.

## Karriere
Jelena Waizechowskajas Vater und Mutter arbeiteten beide als Schwimmtrainer und auch ihre Tochter erlernte erst das Schwimmen. Nachdem ihr das Schwimmen zu langweilig geworden war, begann Waizechowskaja mit dem Wasserspringen. Bei den Schwimmweltmeisterschaften 1975 erreichte sie im Turmspringen den vierten Platz. Ihre Teilnahme bei den Olympischen Sommerspielen 1976 in Montreal stand erst kurz vor Beginn der Spiele fest, als sie die Qualifikation für die bis dahin freie Stelle in der Mannschaft für sich entscheiden konnte. Den olympischen Wettkampf vom Turm gewann sie überraschend vor der Schwedin Ulrika Knape und der Amerikanerin Deborah Wilson.
Waizechowskaja arbeitete als Sportjournalistin. 1992 wurde sie in die International Swimming Hall of Fame aufgenommen.